# Hypena mambara
Hypena mambara là một loài bướm đêm trong họ Erebidae.